# Automobiles Bugatti
Automobiles Bugatti var den franska biltillverkaren Bugattis formel 1-stall. Stallet deltog i ett enda lopp, Frankrikes Grand Prix 1956.

## Historik
Bugatti har en lång tradition av framgångsrika tävlingsbilar att se tillbaka på. Under tjugotalet dominerade det franska märket Grand Prix racingen, med modeller som Type 35 och Type 51. Därefter tappade fransmännen ledningen, först till de italienska tillverkarna Alfa Romeo och Maserati, sedan de tyska silverpilarna.
Bugatti hade svårt att komma tillbaka efter andra världskriget. Jean Bugatti hade förolyckats redan 1939 och grundaren Ettore Bugatti gick bort 1947. Biltillverkningen hade i praktiken upphört efter 1951. Jeans yngre bror Roland, som nu ledde företaget, försökte blåsa nytt liv i märket med en satsning på formel 1. Bugatti anlitade Gioacchino Colombo för att bygga F1-bilen Type 251, men att ta fram en ny bil med Bugattis begränsade resurser visade sig vara en mycket svår uppgift.
Till bilens debutlopp hade Bugatti lånat in Maurice Trintignant från Vanwall. Trintignant hade kört Bugatti med framgång redan före andra världskriget, men han var chanslös i den svårkörda och motorsvaga bilen och bröt loppet på artonde varvet. Det blev Automobiles Bugatti enda F1-lopp. Den misslyckade satsningen dränerade Bugatti på än mer resurser och ledde företaget ytterligare en bit på vägen till konkurs.

## F1-säsonger
| Säsong | Tävlingsnamn        | Bil              | Motor          | Däck | Poäng | VM-plac. | Förare 1            |
| ------ | ------------------- | ---------------- | -------------- | ---- | ----- | -------- | ------------------- |
| 1956   | Automobiles Bugatti | Bugatti Type 251 | Bugatti 2.5 L8 | E    | 0     | -        | Maurice Trintignant |